# (170879) Verbeeckje
(170879) Verbeeckje est un astéroïde de la ceinture principale.

## Description
(170879) Verbeeckje est un astéroïde de la ceinture principale. Il fut découvert le 7 juin 2004 à Uccle par Peter De Cat. Il présente une orbite caractérisée par un demi-grand axe de 3,02 UA, une excentricité de 0,11 et une inclinaison de 10,3° par rapport à l'écliptique.

## Compléments